# Bet El
Bet El (hebr. בית אל) – samorząd lokalny położony w Dystrykcie Judei i Samarii, w zachodniej części Samarii w Izraelu. Miejscowość jest położona na północ od Jerozolimy, pomiędzy terytoriami Autonomii Palestyńskiej.

## Historia
Osada została założona w 1977 przez grupę religijnych osadników, którzy zamieszkali na terenie izraelskiej bazy wojskowej. W 1997 osada otrzymała status samorządu lokalnego.

## Demografia
Zgodnie z danymi Izraelskiego Centrum Danych Statystycznych w 2006 roku w osadzie żyło 5,2 tys. mieszkańców.
Populacja osady pod względem wieku (dane z 2006):
| Wiek (w latach) | Procent populacji w % |
| --------------- | --------------------- |
| 0-4             | 17,3%                 |
| 5-9             | 14,4%                 |
| 10-14           | 12,1%                 |
| 15-19           | 11,3%                 |
| 20-29           | 18,8%                 |
| 30-44           | 12,3%                 |
| 45-59           | 10,1%                 |
| ponad 60        | 3,6%                  |

Źródło danych: Central Bureau of Statistics.